# Neptidopsis
Genre
Neptidopsis est un genre de lépidoptères (papillons) de la famille des Nymphalidae et de la sous-famille des Biblidinae qui réside en Afrique.

## Dénomination
Le genre a été décrit par l'entomologiste suédois Per Olof Christopher Aurivillius en 1898.

## Liste des espèces
- Neptidopsis ophione (Cramer, [1777]) ; présent dans toute l'Afrique ;
- Neptidopsis fulgurata (Boisduval, 1833) ; présent à Madagascar et dans le sud et l'est de l'Afrique[1].